# ويتشوق (تشيشير)
ويتشوق (بالإنجليزية: Wychough)‏ هي قرية و أبرشية مدنية تقع في المملكة المتحدة في إنجلترا. يقدر عدد سكانها بـ 11 نسمة .